# Стерн, Айзек
А́йзек (Исаа́к) Стерн (англ. Isaac Stern; 21 июля 1920, Кременец — 22 сентября 2001, Нью-Йорк) — американский скрипач еврейского происхождения, один из крупнейших и всемирно известных академических музыкантов XX века.
Член Американского философского общества (1995). Признание: премия Соннинг (Дания, 1982), Премия Грэмми, Национальная медаль США в области искусств (1991), Polar Music Prize (Швеция, 2000), Премия Вольфа.

## Биография и творчество
Родился в городке Кременец Волынского воеводства Польши (ныне — Тернопольская область Украины).
В 1921 году его семья переселилась в США.
Первые уроки музыки получил от матери, в 1928 году поступил в Консерваторию Сан-Франциско, учился у Наума Блиндера.
Первое публичное выступление состоялось 18 февраля 1936 года: с Симфоническим оркестром Сан-Франциско под руководством Пьера Монтё он исполнил Третий скрипичный концерт Сен-Санса.
В 1950 году познакомился с Пабло Казальсом, стал участником его фестивалей в Прадесе.
В 1961 году организовал трио с пианистом Юджином Истоминым и виолончелистом Леонардом Роузом, выступал с ним более 20 лет.
Открывал и поддерживал молодых музыкантов, среди которых — Йо-Йо-Ма, Ицхак Перлман, Пинхас Цукерман, Шломо Минц и другие.
Автобиография: My First 79 Years. New York: Alfred A. Knopf , 1999 (в соавторстве с Хаимом Потоком)
В автобиографической «Мои первые 79 лет» отмечал влияние, которое на него как скрипача оказали Натан Мильштейн и Артюр Грюмьо.
Во многом благодаря энергичной деятельности Стерна и его общественному влиянию был спасен от сноса наиболее известный концертный зал Нью-Йорка и США — Карнеги-холл. Главный зал Карнеги-холла с 1997 года носит имя Айзека Стерна (до этой даты Main Hall).
Репертуар.
Исполнял и записывал произведения Вивальди, Баха и его сыновей, Бетховена, Мендельсона, Брамса, из современных композиторов — Бартока, Стравинского, Сэмюэла Барбера, Леонарда Бернстайна.
Концертная деятельность.
Концертировал с неизменным успехом в СССР (Москва, Ленинград) в период холодной войны (1958) и в России (1992 и 1997), в Китае — в годы культурной революции (об этом путешествии снят документальный фильм), в Израиле — во время войны в Персидском заливе.